# Мимикрия Мюллера

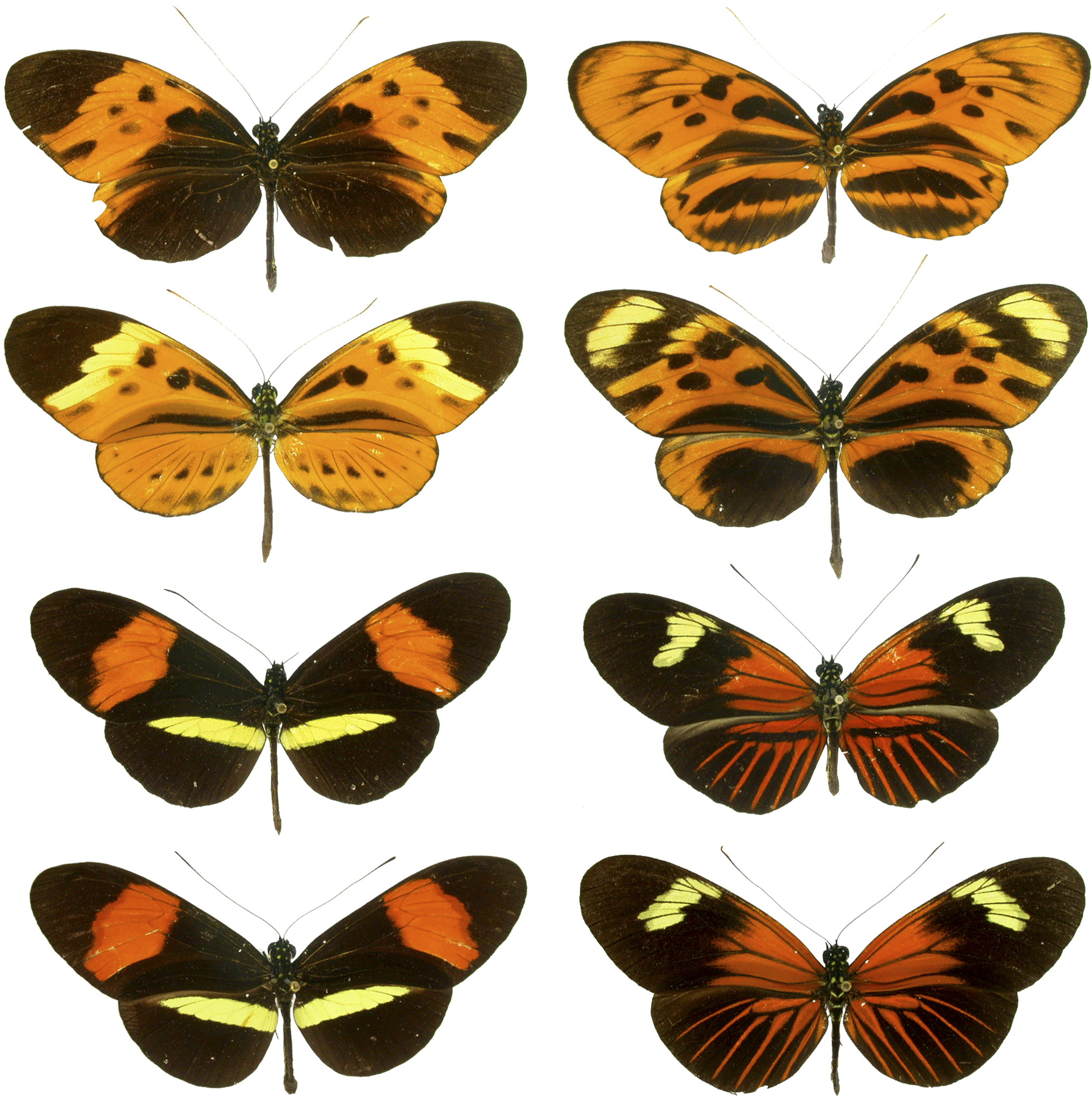
Бабочки геликониды являются классическим примером мимикрии Мюллера

Мюллеровская мимикрия, мимикрия Мюллера — форма мимикрии, при которой у нескольких различных ядовитых или несъедобных видов живых организмов существует сходная предупреждающая окраска (два или более видов, подражая друг другу, образуют «кольцо мимикрии»). Явление названо в честь немецкого зоолога Фрица Мюллера (1822—1897), впервые предложившего данную концепцию в 1878 году. Согласно мнению некоторых исследователей, мюллеровская мимикрия — разновидность апосематической (предупреждающей) окраски, которая в данном случае не является мимикрией в полном смысле, то есть введением в заблуждение воспринимающего сигнал организма, поскольку и модель, и имитатор оказываются одинаково несъедобными для хищника; в связи с этим  мнением были предложены замещающие термины: мюллеровское сходство, мюллеровская конвергенция.
Накопление опыта хищниками о несъедобности их потенциальной добычи во многих случаях происходит в каждом отдельном поколении путём «проб и ошибок». В случае когда окраска двух (или более) ядовитых или несъедобных видов окажется сходной, то подобное сходство может стать полезным для таких сходных видов: хищники, плохо различающие данные виды, будут быстрее учиться избегать подобных миметических форм. «Кольца мимикрии» играют важную роль в выживании каждого из входящих в них видов, поскольку до выработки у хищников условного рефлекса о несъедобности каждого вида жертвы так или иначе происходит уничтожение какого-то количества особей каждого из этих видов. Однако в случае наличия мюллеровской мимикрии каждый из видов подвергается в конечном итоге меньшему истреблению.

## Сравнение с бейтсовской мимикрией
При мюллеровской мимикрии сходство между видами может быть выражено не так ярко, как при бейтсовской мимикрии, при которой съедобный организм имитирует несъедобный. Достижение как можно более полного сходства вовсе не обязательно — достаточно того, что различные виды лишь напоминают друг друга запоминающимися деталями своей окраски.

## Примеры
Мимикрия Мюллера чаще всего встречается среди насекомых. Классическим её примером стали бабочки нимфалиды из подсемейств данаид и геликонид, часто летающие совместно в некоторых областях Южной Америки и характеризующиеся взаимным подражанием. Другой пример — окраска ос и пчёл, которая у многих представителей этих групп характеризуется хорошо заметным полосатым рисунком: хищник, ужаленный осой одного вида, будет избегать ос и других видов, а также и схожих с ними окраской пчёл.